# País de origen

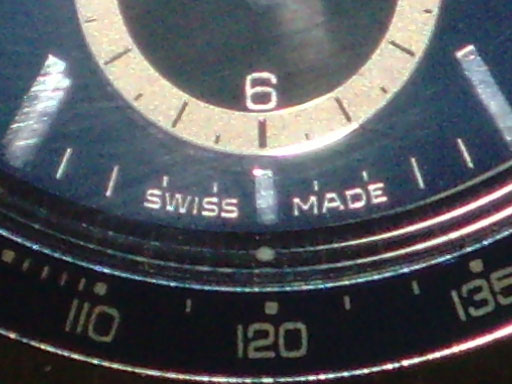
Etiqueta «Swiss Made» sobre un reloj TAG Heuer

El País de Origen (a menudo abreviado como COO *siglas en inglés), es el país de fabricación, producción o crecimiento de donde un artículo o producto proviene. Hay diferentes normas de origen en virtud de diversas leyes nacionales y tratados internacionales.

## El país de origen como estrategia de mercadeo
Desde una perspectiva de mercadeo, el país de origen es una forma de diferenciar el producto de los competidores. Schooler (1965) se considera generalmente como el primer investigador en estudiar empíricamente este efecto. Descubrió que los productos, idénticos en todos los aspectos excepto en su país de origen, se perciben de manera diferente por los consumidores. 
Desde entonces, más de 1000 estudios se han publicado sobre este tema. Esta investigación muestra que el país de origen tiene un impacto en las percepciones de la calidad de los consumidores de un producto, así como en última instancia, la preferencia y disposición a comprar dicho producto. Además, varios estudios han demostrado que los consumidores tienden a tener una preferencia en relación con los productos de su propio país, o pueden tener una preferencia relativa por o aversión a los productos que vienen de ciertos países (los llamados afinidades y animosidades). El efecto del país de origen es, sin embargo objeto de debate, con algunos estudios, cuestionando la pertinencia de la investigación académica.

## País de Origen Marketing
Las empresas buscan comunicar el país de origen e incrementar el conocimiento de sus clientes sobre el país de origen a través de numerosas estrategias:
- El uso de la frase "Hecho en..."
- El uso de etiquestas de origen y calidad
- País de origen incorporado en el nombre de la empresa
- Palabras típicas de país de origen incorporadas en el nombre de la empresa
- El uso del idioma del país de origen
- El uso de personajes famosos o estereotipos del país de origen
- El uso de banderas y símbolos del país de origen
- El uso de paisajes o edificios destacados del país de origen

## Requisitos del etiquetado del país de origen
Mientras que muchos productos fabricados en la Unión Europea llevan el etiquetado del país de origen o la marca “Hecho en la UE” o “Hecho en la CE”, algunos fabricantes de Europa usan “Made in Europe” (hecho en cualquier lugar de Europa). Aunque Europa no es un país. Una marca similar, “Hecho en Europa”, (hecho en cualquier otro lugar en el mundo, pero no en Europa) podría llevar a engaño al consumidor, mediante el cual un comprador que no domina el inglés puede llegar a creer de mirar la etiqueta que los no europeos producto que está interesado en que se haga en Europa.

## País de origen y comercio internacional
Al enviar los productos de un país a otro, los productos podrán estar marcados con el país de origen, y el país de origen por lo general se tienen que indicarse en la exportación / importación de documentos y comunicaciones gubernamentales. País de origen afectará a su admisibilidad, el tipo de derecho, su derecho a impuestos especiales o los programas de preferencias comerciales, las medidas antidumping, y la contratación pública. Hoy en día, muchos productos son el resultado de un gran número de partes y piezas que provienen de muchos países diferentes, y que luego pueden ser unidos en un tercer país. En estos casos es difícil saber exactamente cuál es el país de origen, y se aplican normas diferentes en cuanto a cómo determinar el país de origen “correcto”. Por lo general,  los artículos solo cambian su país de origen si la obra o material añadido a un artículo en el segundo país constituye una transformación sustancial, o en el artículo cambia su nombre, código arancelario, el carácter o uso (por ejemplo, de rueda para automóvil). Determinar el valor agregado en el segundo país también puede ser un problema.

## País de origen en la producción de cine y de televisión
La Federación Internacional de Archivos Fatales define el país de origen como el país de las oficinas principales de la compañía de producción o individuo que realiza el trabajo de imágenes en movimiento se hizo. No hay una definición clara. Las fuentes incluyen el tema en sí, que acompaña el material (por ejemplo, las secuencias de comandos, las listas de tiro, los registros de producción, material de publicidad, listas de inventario, sinopsis, etc), el envase (si no es una parte integral de la pieza), u otras fuentes (estándar y especiales en movimiento herramientas de imagen de referencia). En derecho, las definiciones de “país de origen” y otros términos relacionados se definen de manera diferente en distintas jurisdicciones. Europa, Canadá y Estados Unidos tienen diferentes definiciones para una variedad de razones, incluyendo el tratamiento fiscal, regulación de la publicidad, la distribución, incluso en la Unión Europea, los diferentes Estados miembros tienen una legislación diferente. Como resultado, un trabajo individual puede tener varios países como “país de origen”, e incluso pueden tener diferentes países reconocidos como originarios de los lugares a los efectos de diferentes jurisdicciones.  Bajo la ley de derechos de autor en los Estados Unidos y los demás signatarios de la Convención de Berna, el “país de origen” se define de manera inclusiva para garantizar la protección de los derechos intelectuales de los escritores y creadores.